# Fusillade de Gorny
Le 25 octobre 2019, un soldat russe a abattu dix de ses collègues, tuant huit d'entre eux, à Gorny, dans le kraï de Transbaïkalie, en Russie,. Le tireur a ensuite été identifié comme étant un jeune homme de 20 ans : Ramil Shamsutdinov, 20 ans.

## Tournage
La fusillade s'est produite dans une base militaire située à 150 kilomètres au nord de la frontière avec la Mongolie. Deux des huit tués étaient des officiers et les autres étaient des hommes de troupe. La fusillade a eu lieu à 18h20 (UTC+09:00), juste après que Ramil Shamsutdinov ait reçu un fusil d'assaut AK-74. Ramil Shamsutdinov a tiré 26 des 30 cartouches du chargeur. Une équipe d'intervention du Spetsnaz est arrivée deux minutes après la fusillade. Shamsutdinov s'est immédiatement rendu sans aucune résistance.

## Enquête
Le seul suspect était Ramil Salengalovich Shamsutdinov (né en 1999), habitant du village de Vagay dans l'oblast de Tioumen, et fils d'un commandant militaire à la retraite. Le tribunal militaire de Chita a arrêté Ramil Shamsutdinov.

### Motivations
Le ministère russe de la Défense a attribué à la dépression nerveuse de Shamsutdinov. Cependant, le père de Shamsutdinov affirme que les abus graves et ritualisés infligés aux nouvelles recrues par des officiers et des soldats plus âgés ont poussé son fils à faire cette tuerie, affirmant que son fils lui avait dit : « Je suis désolé père, je n'aurais pas pu faire autrement. Soit ils me tueraient, soit je les tuerais », et que Ramil ne regrettait pas ses actions « délibérées ». Shamsutdinov a déclaré avoir été victime de violences physiques et de menaces de viol.

### Détermination de la peine
En janvier 2021, Shamsutdinov a été condamné à 24 ans et demi de prison. Au moment de sa condamnation, le ministère de la Défense avait reconnu qu'il avait été soumis à un bizutage avant la fusillade. Certaines familles de victimes ont critiqué cette peine, la jugeant trop courte.

## Sources et références
1. ↑  (en-GB) Verity Bowman, « Russian soldier shoots dead eight comrades at military base », The Telegraph,‎ 25 octobre 2019 (ISSN 0307-1235, lire en ligne, consulté le 21 février 2024)
2. 1 2  « Russian Soldier Kills 8 In Shooting at Siberia Military Base | Time », sur web.archive.org, 25 octobre 2019 (consulté le 21 février 2024)
3. ↑  (en) « Russian Soldier Kills 8 Fellow Servicemen in Siberia », Military.com, 25 octobre 2019 (consulté le 26 octobre 2019)
4. ↑  «Думаю, что его просто довели».
5. ↑  Шамсутдинов после стрельбы в Горном не сопротивлялся при задержании
6. ↑  « Военный суд арестовал срочника, застрелившего 8 сослуживцев в Забайкалье », www.zmnvest.ru
7. 1 2  The Moscow Times, « 'They Warned They'll Rape Me': Russian Soldier Stands by Mass Shooting », The Moscow Times, 10 août 2020 (consulté le 10 août 2020)
8. ↑  Radio Free Europe/Free Liberty, « Russian Soldier Who Killed Eight After Brutal Hazing Sentenced To Almost 25 Years », Radio Free Europe/Free Liberty, 22 avril 2021 (consulté le 29 septembre 2021)